# Katemas (Kudu)
Katemas is een bestuurslaag in het regentschap Jombang van de provincie Oost-Java, Indonesië. Katemas telt 4374 inwoners (volkstelling 2010).